# 科英布拉大學足球會

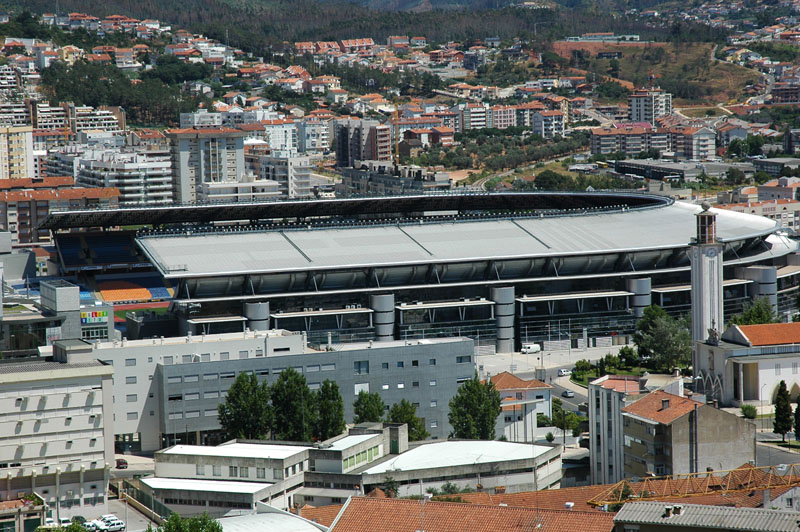
科英布拉市政球場

科英布拉大學足球會（葡萄牙語：The Associação Académica de Coimbra - Organismo Autónomo de Futebol，縮寫：AAC-OAF，縮寫：Académica，國際音標：/ɐkɐˈdɛmikɐ dɨ kuˈĩbɾɐ/），位於葡萄牙科英布拉，現在是一間獨立運作的足球球會。
球會是在1970年代和1980年代之間，當葡萄牙的足球開始職業化時由科英布拉大學學生會創立。但要說到球會的起源，則要追溯到在1876年的一支業餘學生球隊，科英布拉大學足球會也因此成為葡萄牙歷史最悠久的學校體育組織。球會擁有全國第四多的球迷人數，僅次於波圖、士砵亭和賓菲加。球會在歷史上和情感上都和科英布拉大學的生活有關，所以很多大學學生，甚至他們上一代的校友，都不分年紀地成為球會的長期支持者。總括來說，科英布拉城的人口和球會的支持者人數息息相關。

## 歷史和傳統
科英布拉大學現在是科英布拉最重要的足球會，1876年由大學學生成立，由Clube Atlético de Coimbra（1861年成立）和Academia Dramática（1837年成立）合併而成。當時他們使用黑色的球衣、褲和襪，是和他們在科英布拉大學內很多人都穿全黑色的衣服有關。起初，球會的球員差不多都是大學學生，而因此也有很多天才球員被發掘。直到1970年代，球會才取消這項規定。1974年前，球會經常都在頂級聯賽角逐。而1974年康乃馨革命之後，葡萄牙的社會有很大的改變，而球會也經歷過多次降班和表現不穩後，球會的球員和職員變得更專業。他們現在的目標是在現在競爭十分激烈的職業球賽中，爭取更好的位置，雖然不少的球員仍然是學生，尤其是來自科英布拉大學。

## 科英布拉市政球場
科英布拉市政球場（Estádio Cidade de Coimbra）是科英布拉大學的主場，球場由市政府管理。球場有30,210個座位，當中2/3的座位為有蓋的，而球場也有提供一些服務。2003年前，這個球場稱為科英布拉市政球場（Estádio Municipal de Coimbra）或者是Calhabé球場（Estádio do Calhabé）。當時的球場有15,000個座位，但大部份的座位沒有上蓋。然後球場因應2004年歐洲國家杯而改建，改建後的球場在2003年9月27日開幕，當時是舉辦滾石樂團的演唱會，有超過50,000人出席。在2003年10月29日，他們在新球場的第一場比賽是面對賓菲加。

## 榮譽
- 葡萄牙足球超級聯賽亞軍：1966/67
- 葡萄牙杯冠軍：1938/39（贏賓菲加 4-3）
- 葡萄牙杯亞軍：1950/51（負賓菲加 1-5），1966/67（負塞圖巴爾 2-3），1968/69（負賓菲加 1-2）
- 歐洲足協杯資格：1968/69，1969/70，1971/72
- 葡萄牙足球甲級聯賽冠軍：1948/49，1972/73

## 著名球員
| - 亚瑟·豪尔赫 - Banderinha - Mário Wilson - José Ribeiro - Álvaro Magalhães - Toni - Sérgio Conceição - Fernando Couto - Dimas Teixeira - Vítor Paneira - Pedro Roma | - Nuno Piloto - João Tomás - 泽·卡斯特罗 - Fábio Felício - Filipe Teixeira - Ivanildo - 安德烈·馬根加 - Raúl Estévez - Markus Berger - Lito - Néstor Álvarez | - Ákos Buzsáky - 卢奇安·马里内斯库 - 史蒂夫·基恩 - Dame N'Doye - Ousmane N'Doye - Russell Latapy - Leonson Lewis - Fatih Sonkaya - Luis Aguiar - Horacio Peralta - Pablo Castro |

## 外部連結
- 科英布拉大學足球會官方網站 （页面存档备份，存于）
- 科英布拉大學 （页面存档备份，存于）